# سلك ولاستون

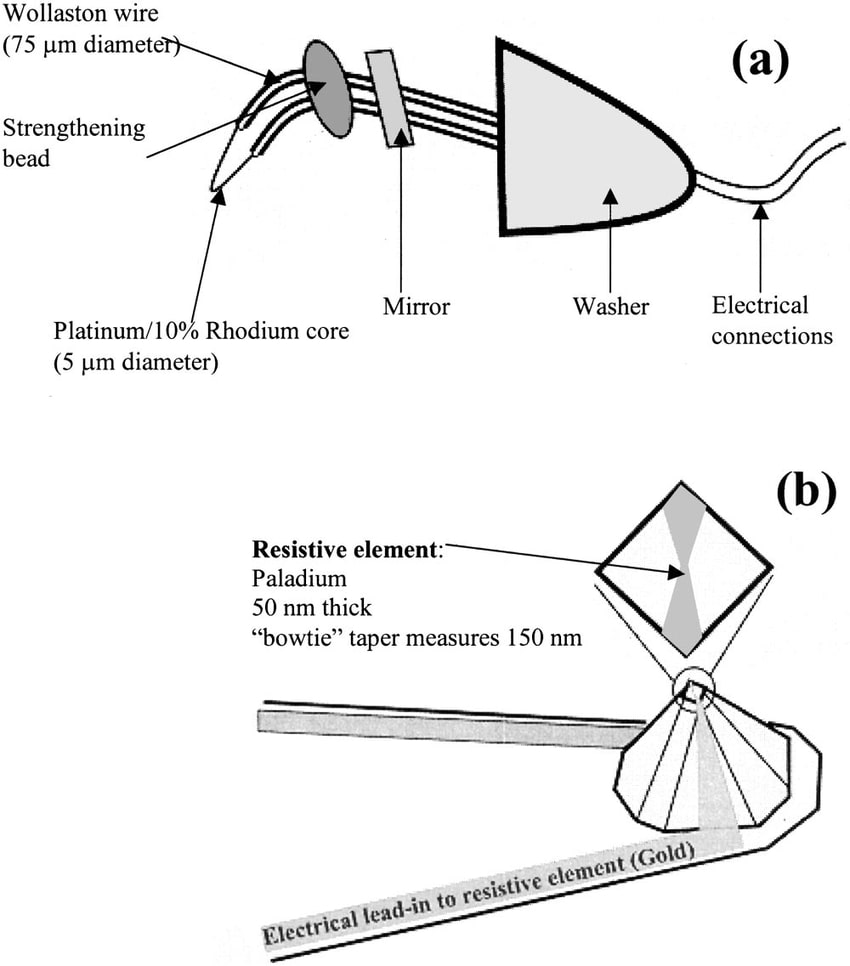

سلك ولاستون (بالإنجليزية: Wollaston wire)‏، هو سلك من البلاتين مغطى بالفضة، ويستخدم في الأجهزة الكهربائية سماكته أقل من 0.01 مم.

## التاريخ
تم تسمية السلك على اسم مخترعه، ويليام هايد ولاستون، الذي أنتجه لأول مرة في إنجلترا في أوائل القرن التاسع عشر.

## الاستخدامات
تم استخدام سلك ولاستون في أجهزة الاستقبال اللاسلكية، واستشعار درجة الحرارة، وقياسات الطاقة الكهربائية الحساسة.